# 花のみち
花のみち（はなのみち）は、兵庫県宝塚市の道路である。
阪急宝塚駅から宝塚大劇場を結ぶ段葛型道路で、1924年の宝塚大劇場開場により造成された。宝塚歌劇へ続く花道の意味がある。
桜をはじめ四季の花々や植物が植えられている。並行したショッピング街、花のみち1番館・2番館は花のみちセルカとして、2000年の改修時にオープンした。
また、これにちなんで2014年から阪神競馬場で宝塚記念当日に行われる中央競馬の特別競走「花のみちステークス」（2014年は「花のみち特別」）のモチーフになっている。このとき演奏されるファンファーレは通常の特別競走用のものではなく、『すみれの花咲く頃』をアレンジした独自のものが使用された（2016年以降は通常の特別競走のファンファーレが使用されている）。
昭和62年度手づくり郷土賞（ふれあいの並木道部門）受賞。

## 周囲の名所
- 宝塚大劇場・宝塚バウホール・宝塚音楽学校
- 宝塚ファミリーランド跡地、宝塚ガーデンフィールズ
- 宝塚市立手塚治虫記念館